# Ziehkeilgetriebe

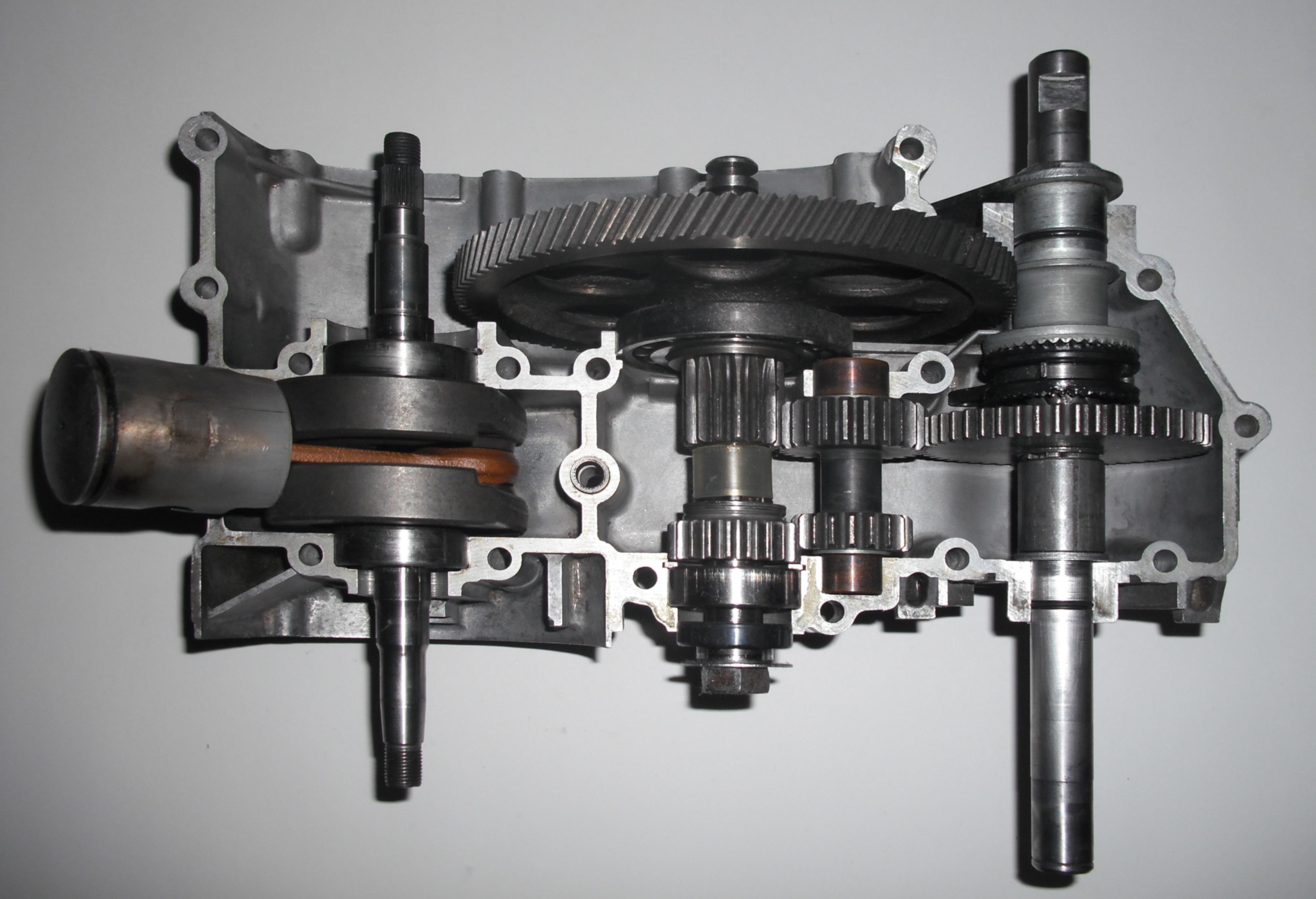
Ziehkkeilgetriebe mit zwei Gängen, Zündapp ZR 20

Das Ziehkeilgetriebe ist ein Schaltgetriebe, bei dem ein auf der Abtriebswelle sitzendes Gangrad mittels eines Ziehkeils mit dem dazugehörigen antriebsseitigen Zahnrad kraftschlüssig verbunden wird. Verwendung findet es bei leichten Kraftfahrzeugen als Fahrzeuggetriebe und bei Werkzeugmaschinen.

## Beschreibung
Der Name dieser Getriebe ist vom Ziehkeil abgeleitet. Die Zahnradpaarungen der jeweiligen Gänge auf Ziehkeilwelle und der korrespondierenden Welle befinden sich alle ständig in formschlüssigem Eingriff, weshalb eine Schrägverzahnung der Zahnräder nicht erforderlich ist. Auf der einen Welle sind alle Zahnräder fest mit der Welle verbunden, und auf der Ziehkeilwelle laufen die Gangräder an und für sich lose. Erst das Betätigen des Ziehkeils verbindet maximal 1 Zahnrad kraftschlüssig mit seiner Welle, damit ist der entsprechende Gang eingelegt.  
Die Ziehkeilwelle wird zu diesem Zweck hohl gefertigt und mit einem gefrästen Fenster versehen, in das der Ziehkeil eingelegt wird. Betätigt wird er durch innen geführte Stangen; der Ziehkeil selbst wirkt dabei wie eine Passfeder in der entsprechenden Nut der Zahnräder. Der Ziehkeil kann, beispielsweise bei den Simson-Ziehkeilgetrieben, die Form einer Welle mit einer Anzahl Nuten haben, in denen Kugeln laufen. Wird der Ziehkeil nun in der Ziehkeilwelle verschoben, drückt er dabei bestimmte Kugeln so nach außen, dass genau ein Zahnrad (oder auch gar keines) kraftschlüssig mit der Welle verbunden wird. Die Begrifflichkeiten werden teilweise nicht eindeutig gehandhabt, mitunter wird auch der Ziehkeil selbst als Ziehkeilwelle bezeichnet, und die Hohlwelle erhält eine andere Bezeichnung. Bei der Ziehkeilwelle kann es sich entweder um die Kupplungswelle oder um die Abtriebswelle handeln, beide Bauformen kommen vor.
Angewendet wird der Ziehkeil bei Schaltgetrieben leichter Kraftfahrzeuge und für leichte Maschinengetriebe in sonstigen Anwendungen, wie zum Vorschub bei Drehbänken. Getriebe für größere Motorräder werden oft mit Klauenschaltung ausgestattet. Motoren für leichte Krafträder wurden unter anderem von Sachs, DKW, Simson und Zündapp mit Ziehkeilgetrieben gefertigt. Der Ziehkeil wird auch als Bestandteil von Nabenschaltungen für Fahrräder genutzt.
Bei den von Norbert Riedel konstruierten Ziehkeilgetrieben ist der Ziehkeil eine Kugel. Diese Riedel-Getriebe kommen vor mit 3 Gängen bei der Riedel Imme und mit 4 Gängen bei den Victoria-Modellen Swing und Peggy, außerdem beim Goggomobil. Von Norbert Riedel sind weitere Patente zu Getrieben bekannt, bei denen Ziehkeile in der Konstruktion vorgesehen waren. Speziell die Erfindungen mit elektromagnetisch betätigter Schaltung sind als Beitrag zur Konstruktion von Getrieben für die Goggomobiltechnik bekannt. 
Bei anderen Bauarten waren Ziehkeilwellen nicht notwendig. Ein Beispiel hierfür ist das von Ernst Schmidt für das Motorrad Zündapp DB 202 konstruierte Getriebe, das bei allen Zweitakt-Motorrädern und Motorrollern von Zündapp ab 150 cm³ Hubraum bis ca. 1963 verwendet wurde. Bei dieser Konstruktion ist der sternförmige Ziehkeil mit der Ziehkeilwelle starr verbunden, beim Schaltvorgang wird die Ziehkeilwelle verschoben, so dass ein anderes Zahnrad formschlüssig mit ihr verbunden wird. Auch das 4-Gang-Getriebe mit Rückwärtsgang des Kleinwagens Zündapp Janus ist ein Ziehkeilgetriebe.

## Patent-Informationen
Patente für Kraffahrzeuggetriebe:
- Patent  DE971641C: „Stirnraederwechselgetriebe, insbesondere fuer Motorraeder“. Angemeldet am 16. Mai 1947, veröffentlicht am 5. März 1959, Anmelder: Sotecom S. A., Genf, Schweiz.‌ (BRD-Patentgültigkeit ab 1. Januar 1949)
- Patent  DE1057885B: „Synchronisier- und Gangschalteinrichtung fuer ein Zahnraederwechselgetriebe, insbesondere fuer Kraftfahrzeuge“. Angemeldet am 15. Juni 1957, veröffentlicht am 21. Mai 1959, Anmelder: Norbert Riedel, Erfinder: Norbert Riedel, Lindau (Bodensee), Deutschland.‌
- Patent  DE1002990B: „Umschaltgetriebe zur Drehmomentuebertragung zwischen Anlass-Lichtmaschine und Brennkraftmaschine fuer Kraftfahrzeuge“. Angemeldet am 8. Oktober 1953, veröffentlicht am 21. Februar 1957, Anmelder: Norbert Riedel, Erfinder: Norbert Riedel, Lindau (Bodensee), Deutschland.‌
- Patent  DE1084148B: „Schaltvorrichtung mit in Reihe angeordneten Elektromagneten, insbesondere fuer Kraftfahrzeuggetriebe“. Angemeldet am 17. März 1955, veröffentlicht am 23. Juni 1960, Anmelder: Norbert Riedel, Erfinder: Norbert Riedel, Lindau (Bodensee), Deutschland.‌